# Rhizostoma octopus
Rhizostoma octopus is een schijfkwal uit de familie Rhizostomatidae. De kwal komt uit het geslacht Rhizostoma. 